# Régimen de ascenso

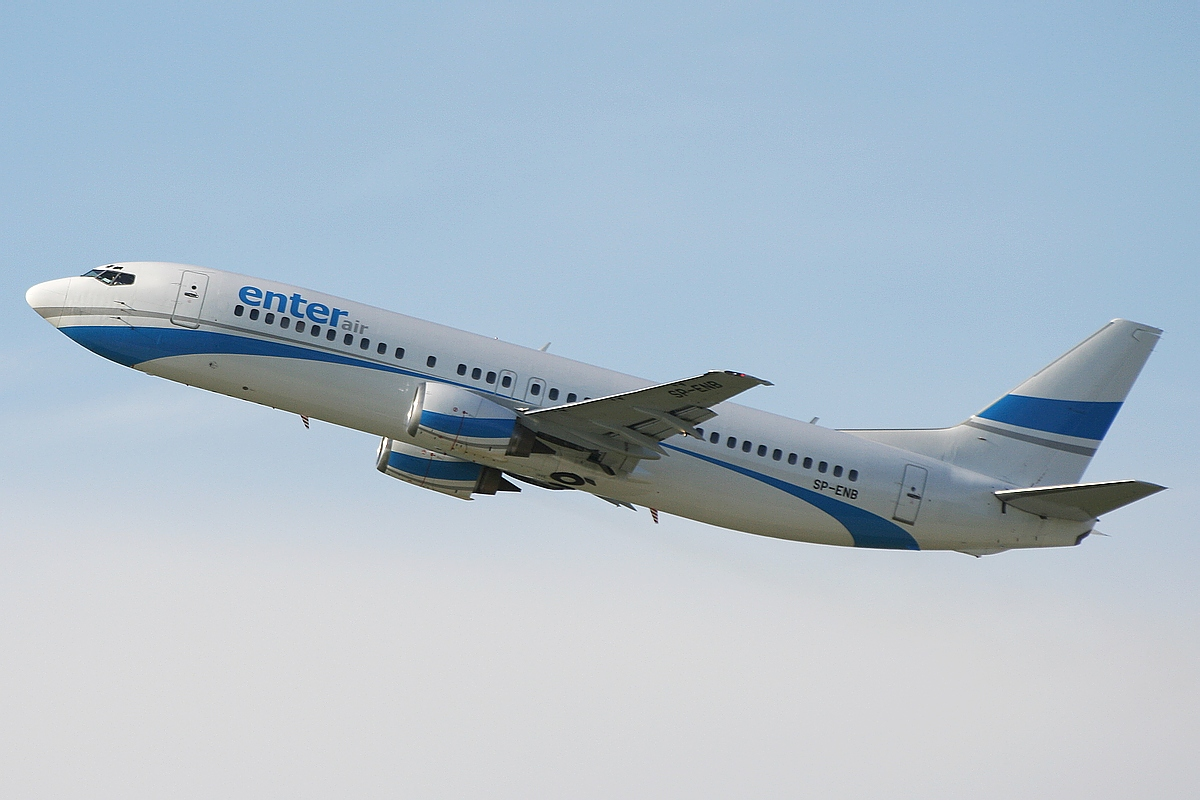
El Boeing 737 de la aerolínea Enter Air ascendiendo desde el aeropuerto de Cracovia

En aeronáutica, el régimen de ascenso o tasa de ascenso (concepto también conocido por sus siglas en inglés ROC, de rate of climb) es la velocidad a la que una aeronave incrementa su altitud. El régimen de ascenso se suele medir mediante el varioaltímetro, normalmente en metros por segundo (m/s) en el Sistema Internacional de Unidades o pies por minuto (ft/min) en el sistema anglosajón.